# Eneas el Táctico

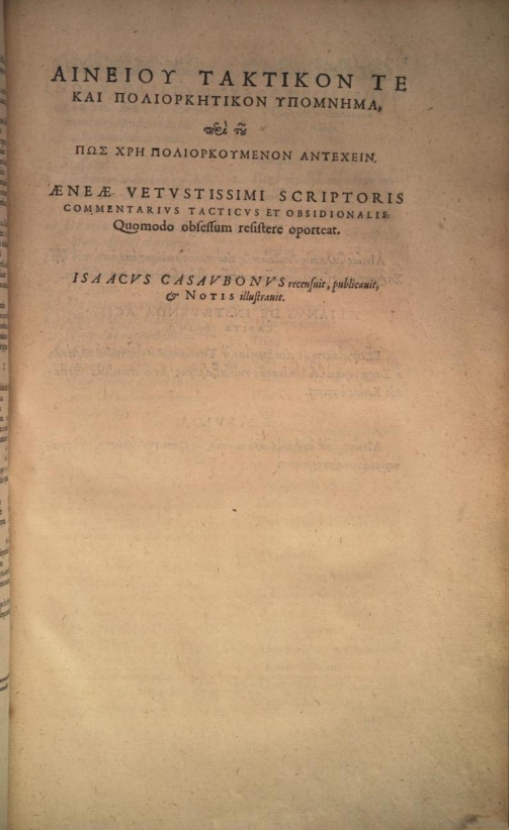
Eneas Tacticus, apéndice de la edición de Polibio de 1609 de Casaubon, portada.

Eneas el Táctico (Αἰνείας ὁ Τακτικός, siglo IV a. C.) fue el primer escritor griego que escribió sobre el arte de la guerra.

## Biografía y obra
Según Eliano el Táctico y Polibio, escribió varios tratados (Hypomnemata) sobre el tema. El único existente, Poliorcética o Comentario táctico sobre cómo deben defenderse los asedios (en griego antiguo, Περὶ τοῦ πῶς χρὴ πολιορκουμένους ἀντέχειν), trata de los mejores métodos para defender una ciudad fortificada. Es el primer tratado conservado sobre táctica militar de la literatura occidental. El capítulo LII del Apparatus Bellicus (también llamado Késtoi) de Julio Africano, contiene una compilación bizantina, de fecha desconocida del libro de Eneas.
Un epítome de su obra fue hecho por el tesalio Cineas, amigo y oficial de Pirro. El trabajo es principalmente valioso por contener muchas ilustraciones históricas.
El escritor bizantino Juan Lido (siglo VI), menciona a Eneas como una autoridad en el campo de la poliorcética.
Por parte de Casaubon, Eneas fue considerado contemporáneo de Jenofonte e identificado con el estratego arcadio de la Liga Arcadia Eneas de Estinfalo, al que Jenofonte menciona derrocando a Eufrón, tirano de Sición (367 a. C.) y luchando en la Batalla de Mantinea (362 a. C.). Pero hay críticos que no avalan esta posible identificación. Jenofonte habla también de otro Eneas de Estinfalo como uno de los oficiales del contingente arcadio en la expedición de los Diez Mil (401 a. C.). Podría deducirse que ambos eran parientes y que pertenecían a una familia de trayectoria militar.
Eneas quizá fuese uno de los muchos jefes mercenarios que abundaron, en el siglo IV a. C., en Grecia, y que en su mayoría eran peloponesios; sobre todo, arcadios.